# Spring Boot
Spring Boot是一個開放原始碼Java 框架，用於開發獨立、產品等級的Spring應用程式，和節省開發人員工作量。 Spring Boot使用約定優於配置設計模式，在Java平台幫助最少化配置設定，開發Spring為基礎的應用程式。大部分應用程式可以被預先配置，使用Spring團隊的"專業意見"應用最好的設定，和使用Spring平台及第三方函式庫.

## 相關連結
- Spring Boot （页面存档备份，存于）